# Segurista
Segurista é um filme de drama filipino de 1996 dirigido e escrito por Tikoy Aguiluz. Foi selecionado como representante das Filipinas à edição do Oscar 1997, organizada pela Academia de Artes e Ciências Cinematográficas.

## Elenco
- Michelle Aldana - Karen Fernandez
- Gary Estrada - Sonny Reyes
- Ruby Moreno - Ruby Dimagiba
- Albert Martinez - Jake
- Julio Diaz - Eddie
- Pen Medina - Pepe Moreno